# Рутенийтригадолиний
Рутѐнийтригадоли́ний — бинарное неорганическое соединение, интерметаллид
гадолиния и рутения
с формулой Gd3Ru,
кристаллы.

## Получение
- Сплавление стехиометрических количеств чистых веществ:

{\displaystyle {\mathsf {3Gd+Ru\ {\xrightarrow {1055^{o}C}}\ Gd_{3}Ru}}}

## Физические свойства
Рутенийтригадолиний образует кристаллы
ромбической сингонии, пространственная группа P nma, параметры ячейки a = 0,7310 нм, b = 0,9350 нм, c = 0,6317 нм, Z = 4,
структура типа карбида железа Fe3C
.
Соединение образуется по перитектической реакции при температуре 1055 °C.